# ダラス・ビーラー
ダラス・ジェームズ・ビーラー（Dallas James Beeler, 1989年6月12日 - ）は、アメリカ合衆国・オクラホマ州タルサ出身のプロ野球選手（投手）。右投右打。
兄はアメリカンフットボール選手のチェイス・ビーラー。

## 経歴
2008年のMLBドラフト37巡目（全体1119位）でトロント・ブルージェイズから指名されたが、オーラル・ロバーツ大学へ進学。大学時代にはタイラー・サラディーノとチームメートだった。在学中にトミー・ジョン手術を行った。
2010年のMLBドラフト41巡目（全体1240位）でシカゴ・カブスから指名され、7月8日に契約。契約後、傘下のルーキー級アリゾナリーグ・カブスでプロデビュー。8試合に登板して0勝3敗・防御率3.31・16奪三振の成績を残した。9月にA-級ボイシ・ホークスへ昇格し、1試合に登板した。
2011年はA級ピオリア・チーフスとAA級テネシー・スモーキーズでプレー。AA級テネシーでは9試合に登板して1勝5敗・防御率4.53・33奪三振の成績を残した。
2012年はAA級テネシーで27試合に登板して6勝7敗・防御率4.24・70奪三振の成績を残した。
2013年はAA級テネシーで9試合に登板して4勝2敗・防御率3.13・35奪三振の成績を残した。オフの11月20日にカブスとメジャー契約を結び、40人枠入りを果たした。
2014年はAAA級アイオワ・カブスで開幕を迎え、10試合に登板。6月28日にメジャーへ昇格し、同日のワシントン・ナショナルズ戦で先発起用されメジャーデビュー。6回を4安打1失点6奪三振に抑えたが、打線の援護がなくメジャー初黒星を喫した。2度目の登板となった7月9日のシンシナティ・レッズ戦では、5回を投げ6安打4失点4四球で2敗目を喫し、翌10日にAAA級アイオワへ降格した。この年は2試合に投げて防御率3.27・WHIP1.55・FIP3.95という成績だった。
2015年は3試合に先発登板したが、計8.1イニングで14被安打9失点（防御率9.72）と打ち込まれ、2年連続でメジャー初勝利はお預けとなった。ただし、FIPは3.97であり、投球内容自体は前年とさほど乖離があったわけではなかった。なお、マイナーリーグ（AAA級アイオワ）では21試合に先発登板し、8勝5敗・防御率4.07・WHIP1.36という成績を記録。110.2イニングで5被本塁打と、被弾率は低かった。
2016年はメジャーでの登板機会は無く、AAA級アイオワで8試合に登板して2勝0敗・防御率4.15・3奪三振の成績を残した。11月7日に40人枠を外れる形でAAA級アイオワへ配属された。

## 詳細情報

### 年度別投手成績
| 年 度    | 球 団    | 登 板 | 先 発 | 完 投 | 完 封 | 無 四 球 | 勝 利 | 敗 戦 | セ 丨 ブ | ホ 丨 ル ド | 勝 率 | 打 者 | 投 球 回 | 被 安 打 | 被 本 塁 打 | 与 四 球 | 敬 遠 | 与 死 球 | 奪 三 振 | 暴 投 | ボ 丨 ク | 失 点 | 自 責 点 | 防 御 率 | W H I P |
| -------- | -------- | ----- | ----- | ----- | ----- | -------- | ----- | ----- | -------- | ----------- | ----- | ----- | -------- | -------- | ----------- | -------- | ----- | -------- | -------- | ----- | -------- | ----- | -------- | -------- | ------- |
| 2014     | CHC      | 2     | 2     | 0     | 0     | 0        | 0     | 2     | 0        | 0           | .000  | 46    | 11.0     | 10       | 0           | 7        | 1     | 0        | 6        | 1     | 0        | 5     | 4        | 3.27     | 1.55    |
| 2015     | CHC      | 3     | 3     | 0     | 0     | 0        | 0     | 1     | 0        | 0           | .000  | 46    | 8.1      | 14       | 0           | 7        | 2     | 0        | 7        | 0     | 0        | 11    | 9        | 9.72     | 2.52    |
| MLB：2年 | MLB：2年 | 5     | 5     | 0     | 0     | 0        | 0     | 3     | 0        | 0           | .000  | 92    | 19.1     | 24       | 0           | 14       | 3     | 0        | 13       | 1     | 0        | 16    | 13       | 6.05     | 1.97    |

- 2017年度シーズン終了時

### 背番号
- 32（2014年 - 2015年）